# Typopeltis niger
Typopeltis niger är en spindeldjursart som först beskrevs av Tarnani 1894.  Typopeltis niger ingår i släktet Typopeltis och familjen Thelyphonidae. Inga underarter finns listade i Catalogue of Life.